# PWHL Draft 2023
Der PWHL Draft 2023 war der erste Draft der Professional Women’s Hockey League und wurde am 18. September 2023 im Canadian Broadcasting Centre in Toronto, Ontario, Kanada veranstaltet.
Taylor Heise von den Minnesota Golden Gophers wurde als erste Spielerin vom Team Minnesota ausgewählt. Sandra Abstreiter wurde als einzige Deutsche ausgewählt sowie Theresa Schafzahl als einzige Österreicherin. Insgesamt wurde 90 Spielerinnen in 15 Runden im Draft berücksichtigt.

## Verfügbare Spielerinnen
Insgesamt hatten sich 268 Spielerinnen aus 17 verschiedenen Nationen für den ersten PWHL Draft eingeschrieben.

### Ranking
Die Zeitschrift The Hockey News veröffentlichte am 5. September 2023 ein Ranking der vielversprechendsten Talente aus der NCAA und U Sports.
| Ranking | Spielerin           | Universität               |
| ------- | ------------------- | ------------------------- |
| 1       | Taylor Heise (F)    | Minnesota Golden Gophers  |
| 2       | Alina Müller (F)    | Northeastern Huskies      |
| 3       | Sophie Jaques (D)   | Ohio State Buckeyes       |
| 4       | Emma Maltais (F)    | Ohio State Buckeyes       |
| 5       | Emma Söderberg (G)  | Minnesota Duluth Bulldogs |
| 6       | Grace Zumwinkle (F) | Minnesota Golden Gophers  |
| 7       | Chloé Aurard (F)    | Northeastern Huskies      |
| 8       | Jesse Compher (F)   | Wisconsin Badgers         |
| 9       | Gabbie Hughes (F)   | Minnesota Duluth Bulldogs |
| 10      | Ashton Bell (D)     | Minnesota Duluth Bulldogs |

## Draft-Reihenfolge
Der Draft wurde in 15 Runden durchgeführt, wobei jedes Team in jeder Runde ein Wahlrecht (pick) besaß. Die Reihenfolge der Wahlrechte der ersten Runde wurde über einen Zufallsgenerator während einer Videokonferenz aller Teams bestimmt. Ab der zweiten Runde wurde die Reihenfolge jeweils umgekehrt.
Die Reihenfolge der ersten Runde:
1. Minnesota
2. Toronto
3. Boston
4. New York
5. Ottawa
6. Montréal

## Draftergebnis
Alle ausgewählten Spielerinnen des Drafts sind pro Runde aufgelistet.

### Runde 1
| #  | Spielerin         | Position | Nationalität       | PWHL-Team      | College-/University-/Profi-Team    |
| 1. | Taylor Heise      | F        | Vereinigte Staaten | PWHL Minnesota | Minnesota Golden Gophers (WCHA)    |
| 2. | Jocelyne Larocque | D        | Kanada             | PWHL Toronto   | Team Adidas (PWHPA)                |
| 3. | Alina Müller      | C        | Schweiz            | PWHL Boston    | Northeastern Huskies (Hockey East) |
| 4. | Ella Shelton      | D        | Kanada             | PWHL New York  | Team Scotiabank (PWHPA)            |
| 5. | Savannah Harmon   | D        | Vereinigte Staaten | PWHL Ottawa    | Team Harvey’s (PWHPA)              |
| 6. | Erin Ambrose      | D        | Kanada             | PWHL Montréal  | Team Sonnet (PWHPA)                |

### Runde 2
| #  | Spielerin         | Position | Nationalität       | PWHL-Team | College-/University-/Profi-Team  |
| 7  | Kristin O’Neill   | F        | Kanada             | Montréal  | Team Adidas (PWHPA)              |
| 8  | Ashton Bell       | D        | Kanada             | Ottawa    | Minnesota Duluth Bulldogs (WCHA) |
| 9  | Jaime Bourbonnais | D        | Kanada             | New York  | Team Scotiabank (PWHPA)          |
| 10 | Sophie Jaques     | D        | Kanada             | Boston    | Ohio State Buckeyes (WCHA)       |
| 11 | Emma Maltais      | F        | Kanada             | Toronto   | Ohio State Buckeyes (WCHA)       |
| 12 | Nicole Hensley    | G        | Vereinigte Staaten | Minnesota | Team Sonnet (PWHPA)              |

### Runde 3
| #  | Spielerin         | Position | Nationalität       | PWHL-Team | College-/University-/Profi-Team    |
| 13 | Grace Zumwinkle   | F        | Vereinigte Staaten | Minnesota | Minnesota Golden Gophers (WCHA)    |
| 14 | Kristen Campbell  | G        | Kanada             | Toronto   | Team Scotiabank (PWHPA)            |
| 15 | Jamie Lee Rattray | F        | Kanada             | Boston    | Team Harvey’s (PWHPA)              |
| 16 | Jessie Eldridge   | F        | Kanada             | New York  | Team Harvey’s (PWHPA)              |
| 17 | Jincy Roese       | D        | Vereinigte Staaten | Ottawa    | Team Adidas (PWHPA)                |
| 18 | Maureen Murphy    | F        | Vereinigte Staaten | Montréal  | Northeastern Huskies (Hockey East) |

### Runde 4
| #  | Spielerin        | Position | Nationalität       | PWHL-Team | College-/University-/Profi-Team    |
| 19 | Dominika Lásková | D        | Tschechien         | Montréal  | Toronto Six (PHF)                  |
| 20 | Gabbie Hughes    | F        | Vereinigte Staaten | Ottawa    | Minnesota Duluth Bulldogs (WCHA)   |
| 21 | Chloé Aurard     | LW       | Frankreich         | New York  | Northeastern Huskies (Hockey East) |
| 22 | Loren Gabel      | F        | Kanada             | Boston    | Boston Pride (PHF)                 |
| 23 | Natalie Spooner  | F        | Kanada             | Toronto   | Team Scotiabank (PWHPA)            |
| 24 | Maggie Flaherty  | D        | Vereinigte Staaten | Minnesota | Minnesota Duluth Bulldogs (WCHA)   |

### Runde 5
| #  | Spielerin         | Position | Nationalität       | PWHL-Team | College-/University-/Profi-Team       |
| 25 | Susanna Tapani    | C        | Finnland           | Minnesota | Shenzhen KRS (Schenskaja Hockey Liga) |
| 26 | Jesse Compher     | F        | Vereinigte Staaten | Toronto   | Wisconsin Badgers (WCHA)              |
| 27 | Hannah Brandt     | C        | Vereinigte Staaten | Boston    | Team Sonnet (PWHPA)                   |
| 28 | Élizabeth Giguère | RW       | Kanada             | New York  | Boston Pride (PHF)                    |
| 29 | Hayley Scamurra   | F        | Vereinigte Staaten | Ottawa    | Team Harvey’s (PWHPA)                 |
| 30 | Kati Tabin        | D        | Kanada             | Montréal  | Toronto Six (PHF)                     |

### Runde 6
| #  | Spielerin          | Position | Nationalität       | PWHL-Team | College-/University-/Profi-Team |
| 31 | Kennedy Marchment  | RW       | Kanada             | Montréal  | Connecticut Whale (PHF)         |
| 32 | Daryl Watts        | C        | Kanada             | Ottawa    | Toronto Six (PHF)               |
| 33 | Corinne Schroeder  | G        | Kanada             | New York  | Boston Pride (PHF)              |
| 34 | Jessica Digirolamo | D        | Kanada             | Boston    | Team Adidas (PWHPA)             |
| 35 | Kali Flanagan      | D        | Vereinigte Staaten | Toronto   | Boston Pride (PHF)              |
| 36 | Clair DeGeorge     | F        | Vereinigte Staaten | Minnesota | Team Harvey’s (PWHPA)           |

### Runde 7
| #  | Spielerin          | Position | Nationalität       | PWHL-Team | College-/University-/Profi-Team  |
| 37 | Natalie Buchbinder | D        | Vereinigte Staaten | Minnesota | Wisconsin Badgers (WCHA)         |
| 38 | Victoria Bach      | F        | Kanada             | Toronto   | Team Scotiabank (PWHPA)          |
| 39 | Theresa Schafzahl  | F        | Osterreich         | Boston    | Vermont Catamounts (Hockey East) |
| 40 | Jill Saulnier      | F        | Kanada             | New York  | Team Adidas (PWHPA)              |
| 41 | Aneta Tejralová    | D        | Tschechien         | Ottawa    | Boston Pride (PHF)               |
| 42 | Tereza Vanišová    | F        | Tschechien         | Montréal  | Toronto Six (PHF)                |

### Runde 8
| #  | Spielerin        | Position | Nationalität       | PWHL-Team | College-/University-/Profi-Team |
| 43 | Madison Bizal    | D        | Vereinigte Staaten | Montréal  | Ohio State Buckeyes (WCHA)      |
| 44 | Kateřina Mrázová | C        | Tschechien         | Ottawa    | Connecticut Whale (PHF)         |
| 45 | Brooke Hobson    | D        | Kanada             | New York  | Modo Hockey (SDHL)              |
| 46 | Emily Brown      | D        | Vereinigte Staaten | Boston    | Team Sonnet (PWHPA)             |
| 47 | Brittany Howard  | F        | Kanada             | Toronto   | Toronto Six (PHF)               |
| 48 | Denisa Křížová   | F        | Tschechien         | Minnesota | Minnesota Whitecaps (PHF)       |

### Runde 9
| #  | Spielerin          | Position | Nationalität       | PWHL-Team | College-/University-/Profi-Team |
| 49 | Sidney Morin       | D        | Vereinigte Staaten | Minnesota | Minnesota Whitecaps (PHF)       |
| 50 | Allie Munroe       | D        | Kanada             | Toronto   | Connecticut Whale (PHF)         |
| 51 | Taylor Girard      | F        | Vereinigte Staaten | Boston    | Connecticut Whale (PHF)         |
| 52 | Jade Downie-Landry | F        | Kanada             | New York  | Montreal Force (PHF)            |
| 53 | Zoe Boyd           | D        | Kanada             | Ottawa    | Quinnipiac Bobcats (ECAC)       |
| 54 | Gabrielle David    | C        | Kanada             | Montréal  | Clarkson Golden Knights (ECAC)  |

### Runde 10
| #  | Spielerin            | Position | Nationalität       | PWHL-Team | College-/University-/Profi-Team    |
| 55 | Maude Poulin-Labelle | D        | Kanada             | Montréal  | Northeastern Huskies (Hockey East) |
| 56 | Kristin Della Rovere | C        | Kanada             | Ottawa    | Harvard Crimson (ECAC)             |
| 57 | Paetyn Levis         | F        | Vereinigte Staaten | New York  | Ohio State Buckeyes (WCHA)         |
| 58 | Emma Söderberg       | G        | Schweden           | Boston    | Minnesota Duluth Bulldogs (WCHA)   |
| 59 | Mellissa Channell    | D        | Kanada             | Toronto   | Team Harvey’s (PWHPA)              |
| 60 | Sophia Shaver        | F        | Vereinigte Staaten | Minnesota | Team Harvey’s (PWHPA)              |

### Runde 11
| #  | Spielerin       | Position | Nationalität       | PWHL-Team | College-/University-/Profi-Team     |
| 61 | Amanda Leveille | G        | Kanada             | Minnesota | Minnesota Whitecaps (PHF)           |
| 62 | Maggie Connors  | F        | Kanada             | Toronto   | Princeton Tigers (ECAC)             |
| 63 | Sophie Shirley  | F        | Kanada             | Boston    | Wisconsin Badgers (WCHA)            |
| 64 | Abbey Levy      | G        | Vereinigte Staaten | New York  | Boston College Eagles (Hockey East) |
| 65 | Lexie Adzija    | F        | Kanada             | Ottawa    | Quinnipiac Bobcats (ECAC)           |
| 66 | Jillian Dempsey | F        | Vereinigte Staaten | Montréal  | Boston Pride (PHF)                  |

### Runde 12
| #  | Spielerin         | Position | Nationalität       | PWHL-Team | College-/University-/Profi-Team |
| 67 | Claire Dalton     | C/RW     | Kanada             | Montréal  | Yale Bulldogs (ECAC)            |
| 68 | Sandra Abstreiter | G        | Deutschland        | Ottawa    | Providence Friars (Hockey East) |
| 69 | Olivia Zafuto     | D        | Vereinigte Staaten | New York  | Boston Pride (PHF)              |
| 70 | Shiann Darkangelo | LW       | Vereinigte Staaten | Boston    | Toronto Six (PHF)               |
| 71 | Rebecca Leslie    | F        | Kanada             | Toronto   | Team Sonnet (PWHPA)             |
| 72 | Michela Cava      | C        | Kanada             | Minnesota | Toronto Six (PHF)               |

### Runde 13
| #  | Spielerin      | Position | Nationalität       | PWHL-Team | College-/University-/Profi-Team       |
| 73 | Liz Schepers   | C/LW     | Vereinigte Staaten | Minnesota | Minnesota Whitecaps (PHF)             |
| 74 | Hannah Miller  | F        | /                  | Toronto   | Shenzhen KRS (Schenskaja Hockey Liga) |
| 75 | Emma Buckles   | D        | Kanada             | Boston    | Team Sonnet (PWHPA)                   |
| 76 | Kayla Vespa    | F        | Kanada             | New York  | Team Adidas (PWHPA)                   |
| 77 | Amanda Boulier | D        | Vereinigte Staaten | Ottawa    | Minnesota Whitecaps (PHF)             |
| 78 | Elaine Chuli   | G        | Kanada             | Montréal  | Toronto Six (PHF)                     |

### Runde 14
| #  | Spielerin         | Position | Nationalität       | PWHL-Team | College-/University-/Profi-Team     |
| 79 | Ann-Sophie Bettez | F        | Kanada             | Montréal  | Montreal Force (PHF)                |
| 80 | Caitrin Lonergan  | F        | Vereinigte Staaten | Ottawa    | Connecticut Whale (PHF)             |
| 81 | Emma Woods        | F        | Kanada             | New York  | Toronto Six (PHF)                   |
| 82 | Tatum Skaggs      | F        | Vereinigte Staaten | Boston    | Team Scotiabank (PWHPA)             |
| 83 | Alexa Vasko       | F        | Kanada             | Toronto   | Team Sonnet (PWHPA)                 |
| 84 | Minttu Tuominen   | D        | Finnland           | Minnesota | Kiekko-Espoo Naiset (Naisten Liiga) |

### Runde 15
| #  | Spielerin             | Position | Nationalität       | PWHL-Team | College-/University-/Profi-Team    |
| 85 | Sydney Brodt          | F        | Vereinigte Staaten | Minnesota | Minnesota Whitecaps (PHF)          |
| 86 | Olivia Knowles        | D        | Kanada             | Toronto   | Minnesota Whitecaps (PHF)          |
| 87 | Jessica Healey        | D        | Kanada             | Boston    | Buffalo Beauts (PHF)               |
| 88 | Alexandra Labelle     | F        | Kanada             | New York  | Montreal Force (PHF)               |
| 89 | Audrey-Anne Veillette | F        | Kanada             | Ottawa    | Montréal Carabins (U Sports, RSEQ) |
| 90 | Lina Ljungblom        | C        | Schweden           | Montréal  | Modo Hockey (SDHL)                 |

## Draft nach Nationen
| Rang | Nation             | Anzahl | Prozent | Top-Pick               |
|      | Nordamerika        | 77     | 85,6 %  |                        |
| ---- | ------------------ | ------ | ------- | ---------------------- |
| 1    | Kanada             | 49     | 54,4 %  | Jocelyne Larocque, 2.  |
| 2    | Vereinigte Staaten | 28     | 31,1 %  | Taylor Heise, 1.       |
|      | Europa             | 13     | 14,4 %  |                        |
| 3    | Tschechien         | 5      | 5,6 %   | Dominika Lásková, 19.  |
| 4    | Finnland           | 2      | 2,2 %   | Susanna Tapani, 25.    |
| 4    | Schweden           | 2      | 2,2 %   | Emma Söderberg, 50.    |
| 6    | Schweiz            | 1      | 1,1 %   | Alina Müller, 3.       |
| 6    | Frankreich         | 1      | 1,1 %   | Chloé Aurard, 21.      |
| 6    | Österreich         | 1      | 1,1 %   | Theresa Schafzahl, 39. |
| 6    | Deutschland        | 1      | 1,1 %   | Sandra Abstreiter, 68. |